# 格拉尔德·戈廷
格拉尔德·戈廷（德語：Gerald Götting，1923年6月9日—2015年5月19日），东德政治人物，东德基督教民主联盟成员，曾任第2任東德人民議會主席。

## 生平
格拉尔德·戈廷生于萨克森省Nietleben市（今哈雷）。1969年5月12日至1976年10月29日期间，担任东德人民议会主席。
2015年5月19日，戈廷於柏林病逝，享耆壽91歲。

## 相关书籍
- Kurt Nowak (1988) Paul Gerhard Braune. Ein Christ der Tat. ISBN 3-922463-57-6.
- David Childs (1983): The GDR: Moscow's German Ally. London: George Allen & Unwin